# Fredericksburg (Iowa)
Fredericksburg és una població dels Estats Units a l'estat d'Iowa. Segons el cens del 2000 tenia 984 habitants.

## Demografia
Segons el cens del 2000, Fredericksburg tenia 984 habitants, 407 habitatges, i 275 famílies. La densitat de població era de 441,8 habitants/km².
Dels 407 habitatges en un 31,7% hi vivien nens de menys de 18 anys, en un 56,8% hi vivien parelles casades, en un 8,1% dones solteres, i en un 32,2% no eren unitats familiars. En el 29,2% dels habitatges hi vivien persones soles el 15,5% de les quals corresponia a persones de 65 anys o més que vivien soles. El nombre mitjà de persones vivint en cada habitatge era de 2,36 i el nombre mitjà de persones que vivien en cada família era de 2,87.
Per edats la població es repartia de la següent manera: un 25,7% tenia menys de 18 anys, un 6,1% entre 18 i 24, un 23,5% entre 25 i 44, un 24% de 45 a 60 i un 20,7% 65 anys o més.
L'edat mediana era de 42 anys. Per cada 100 dones de 18 o més anys hi havia 90,4 homes.
La renda mediana per habitatge era de 31.938 $ i la renda mediana per família de 40.357 $. Els homes tenien una renda mediana de 30.769 $ mentre que les dones 21.364 $. La renda per capita de la població era de 15.956 $. Entorn del 5,2% de les famílies i el 7,6% de la població estaven per davall del llindar de pobresa.

## Poblacions més properes
El següent diagrama mostra les poblacions més properes.